# في سوندرامورثي
في سوندرامورثي هو لاعب كرة قدم سنغافوري سابق لعب في الثمانينات والتسعينات. هو المدرب الحالي لمنتخب سنغافورة لكرة القدم.

## روابط خارجية
- في سوندرامورثي على موقع قاعدة بيانات كرة القدم.إي يو (الإنجليزية)
- في سوندرامورثي على موقع ناشيونال فوتبول تيمز (الإنجليزية)